# 莫哈末艾芬迪
丹斯里莫哈末艾芬迪（1948年2月1日—），马来西亚政治人物、土保党党员。1999年大选后，他被首相马哈迪·莫哈末委任成为农业部长，直至2004年。2006年至2011年，任上议员。
2022年9月12日，大马经济研究院（MIER）宣布，董事部委任艾芬迪为新主席，生效日为9月9日。

## 政治生涯
艾芬迪在被首相马哈迪·莫哈末任命为农业部长时，积极推动农业的现代化和商业化，从而确保了该国关键领域的长期增长。
2006年被委任为上议员后，他进入内阁担任首相署部长，负责经济策划，一直到2008年。2011年退休政坛。

## 商业生涯
艾芬迪曾在多家本地企业担任主席，包括ENCORP（主板股票代码6076）、大马彭博电视和NTV7电视台。此外，他还是投资控股公司Enspire Ventures私人有限公司的主席。